# Lijst van Nederlandse woningcorporaties
Dit is een lijst van Nederlandse woningcorporaties met een artikel op de Nederlandstalige Wikipedia. In 2022 telde Nederland ongeveer 280 woningcorporaties.

## Woningcorporaties
- Dudok Wonen (Hilversum)
- Eigen Haard (Amsterdam)
- De Huismeesters (Groningen)
- Lefier (Groningen, Drenthe)
- Lieven de Key (Amsterdam)
- Mitros (Utrecht, Nieuwegein)
- Mozaïek Wonen (Gouda, Bodegraven en Moordrecht)
- Nijestee (Groningen)
- Patrimonium (Groningen)
- Portaal (omgeving Amersfoort, Arnhem, Leiden, Nijmegen en Utrecht)
- Rochdale (Amsterdam, Zaandam, Diemen en Purmerend)
- Rondom Wonen (Pijnacker, Nootdorp, Delfgauw, Rotterdam-Terbregge)
- Stadgenoot (Amsterdam, Diemen en Ouder-Amstel)
- Staedion (Den Haag)
- SSH Utrecht (studentenhuisvesting Utrecht)
- SSHN (studentenhuisvesting Nijmegen)
- Vestia (heel Nederland, met zwaartepunt in Zuid-Holland: regio Rotterdam, Den Haag, Delft)
- Woningstichting Den Helder (Den Helder, Callantsoog)
- Woningstichting SWZ (Zwolle)
- Woonpartners Midden-Holland (Gouda, Waddinxveen, Zuidplas en Boskoop)
- Woonstede (Ede, Woudenberg, Scherpenzeel en Wageningen)
- Woonzorg Nederland (in heel Nederland) (seniorenhuisvesting)
- Ymere (Alkmaar, Almere, Amsterdam, Haarlem, Haarlemmermeer, Leiden)

## Voormalige woningcorporaties en vergelijkbare organisaties
- Aangroeiend Fonds tot Verbetering der Volkshuisvesting (Amsterdam)
- Amsterdamsche Vereeniging tot het bouwen van Arbeiderswoningen (Amsterdam)
- Vereeniging tot verbetering der Volkshuisvesting "De Arbeiderswoning" (Amsterdam)
- Bouwfonds Handwerkers Vriendenkring (Amsterdam)
- Bouwmaatschappij Concordia NV (Amsterdam)
- Bouwmaatschappij Oud-Amsterdam (Amsterdam)
- Bouwonderneming Jordaan NV (Amsterdam)
- Bouwvereeniging Nieuwendams Belang (Amsterdam)
- Concordia Inter Nos (Amsterdam)
- Coöperatieve Woningvereniging voor Gemeentepersoneel (Haarlem)
- Goed Wonen Koedijk Sint-Pancras (Alkmaar, Langedijk, Heerhugowaard)
- In (woningbouwcorporatie) (Groningen)
- Maatschappij tot Huizenbouw benoorden het IJ NV (Amsterdam-Noord)
- Maatschappij voor Volkswoningen (Amsterdam)
- Nederlandsch Werkliedenverbond Patrimonium (Amsterdam)
- Nieuw Amsterdam (Amsterdam)
- Vereeniging ten behoeve der Arbeidersklasse te Amsterdam (Amsterdam)
- Westhoek wonen, (De Ronde Venen, Abcoude)
- Wonen voor Allen (Flevoland)
- Woningbedrijf Amsterdam (Amsterdam)
- Woonmaatschappij, (Haarlem, Haarlemmermeer, Amsterdam)
- Zomers Buiten (Amsterdam)